# Венкстерн, Наталья Алексеевна
Наталья Алексеевна Ве́нкстерн (в замужестве Перепечко; псевдоним — Энвэ; 1891—1957) — советская писательница, драматург, переводчица из рода Венкстернов.

## Биография
Родилась 9 (21 октября) 1891 года в семье писателя и переводчика Алексея Алексеевича Венкстерна. Двоюродная сестра известной русской и советской актрисы С. В. Гиацинтовой.
Её увлечениями с детства были театр и литература. Ещё в детстве она стала писать рассказы и пьесы. В 1914—1928 годах работала в ГМИИ помощником библиотекаря. Состояла в дружеских отношениях с М. А. Булгаковым, летом 1931 года он с женой Л. Е. Белозерской отдыхал на даче Н. А. Венкстерн в Зубцове на Волге и работал там над пьесой «Адам и Ева» и поправками к пьесе «Кабала святош».
Наталья Венкстерн состояла в творческой переписке со многими видными представителями советской культуры: Д. Н. Журавлевым, Н. П. Охлопковым, К. М. Симоновым, В. Я. Станицыным, А. А. Сурковым, А. К. Тарасовой, А. А. Фадеевым, Н. П. Баталовым, И. Н. Берсеневым, С. Г. Бирман, Ю. А. Завадским, Д. Б. Кабалевским, П. А. Марковым, Н. Ф. Погодиным и многими другими.
Умерла 6 сентября 1957 года. Похоронена в Москве на Ваганьковском кладбище.

## Творчество
Пьесы Н. Венкстерн, а особенно выполненные ею инсценировки классической прозы, шли в МХАТ, МХАТ-2, театре Ленком. В частности, пьеса «В 1825 году» была поставлена во МХАТе 2-м к 100-летию восстания декабристов, на основе инсценировок во МХАТе были поставлены спектакли «Пиквикский клуб», «Домби и сын», «Вторая любовь» (совместно с Е.Мальцевым).
Из оригинальной прозы Венкстерн особый резонанс вызвал роман «Аничкина революция» (1928), не переиздававшийся в советское время по причине излишнего эротизма. Переиздан в 2018 году как один из немногих примеров женского взгляда на революционные события в России; по мнению Е. Н. Георгиевской, роман носит обличительный характер, показывая, что «победителями в постреволюционном мире Венкстерн видит носителей мещанского, обывательского сознания».

### Театральные работы
Инсценировки
- «Пиквикский клуб» по Чарльзу Диккенсу (1932—1934),
- «Наш общий друг» по Чарльзу Диккенсу (1945),
- «Баскервильская собака» по Артуру Конан-Дойлю (1946 и 1956),
- «Домби и сын» по Чарльзу Диккенсу (1946),
- «Молодая гвардия» по А. А. Фадееву (1946),
- «Преступление и наказание» по Ф. М. Достоевскому (1946),
- «Что делать» по Н. Г. Чернышевскому (1947—1948),
- «Холодный дом» по Чарльзу Диккенсу (1948),
- «Утраченные иллюзии» по Оноре де Бальзаку (1954—1955),
- «Том Сойер» по Марку Твену (1956).

Пьесы
- «В 1825 году» (1925),
- «Ночь кавалера Фоблаза» (1927),
- «Письмо в крепость» (1937),
- «Метель» (1938),
- «Младые лета» (1941),
- «Гуманист» (1945),
- «Единственный сын» (1947),
- «Наши Робинзоны» (1947),
- «Студенты» (1947),
- «Мочалов» (1951),
- «Судьба Байрона» (1953).

Водевиль
- «Друзья-сочинители» (1955).

Другие произведения
- «Окровавленная Бретань: Рассказ из времен французской революции» (1924),
- «История одного коммунара» (1925),
- «Парижская коммуна. 1871» (1925),
- «Братья. Шлиссельбургские узники» (1927),
- «Гибель Жанетты» (1928),
- «Аничкина революция» (1928),
- «Бродяга» (1929),
- «Жорж Санд», серия «Жизнь замечательных людей» (1933).